# Hafen von Shanghai
Die Häfen von Shanghai in der Volksrepublik China bestehen derzeit aus – je nach Zählung – fünf oder zehn Anlagen: dem neuen Tiefwasserhafen Yangshan, den Häfen in der Sonderwirtschaftszone Pudong und alten Anlagen, die am Jangtsekiang, dem Qiantang-Fluss bzw. dem Huangpu liegen.
Das Hafengebiet ist weltweit führend im Gesamtumschlag (seit 2006, mit Ausnahme von 2008) und beim Containerumschlag (seit 2010).
Der Betrieb der Häfen erfolgt seit 2003 durch die Shanghai International Port Group. Sie gehört zum Index SSE 50, dem Aktienindex 50 bedeutender chinesischer Unternehmen an der Shanghaier Börse.

## Hafen-Anlagen
- Chang-Jiang-Hafen (chin. 长江; 長江)

Einteilung des Stadtgebietes

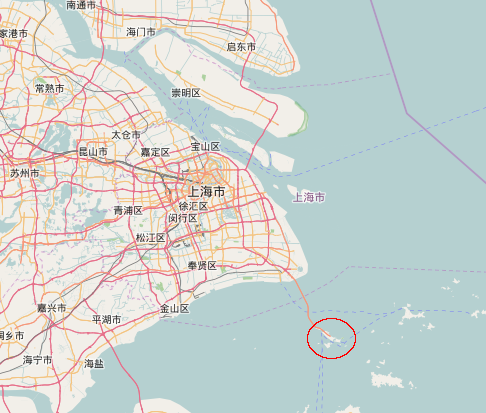
Lage des Tiefwasserhafen Yangshan

- Huangpu (chin. 黄浦江) Mündung am Wusongkou (chin.: 吴淞口)
- Pudong-Küste (am Ostchinesischen Meer; chin. 浦东; 浦東)
  - Pudong-Hafen 1
  - Pudong-Hafen 2
  - Pudong-Hafen 3
  - Pudong-Hafen 4
  - Pudong-Hafen 5
- Mündung des Qiantang-Fluss (chinesisch 钱塘江, Pinyin Qián Táng Jiāng) (Hangzhou-Bucht)
- Waigaoqiao-Freihafen und -handelszone (外高桥) in Pudong (Ostufer)
- Tiefwasserhafen Yangshan (in der Hangzhou-Bucht und am Ostchinesischem Meer)

## Umschlagzahlen (in Millionen Tonnen)
- 1952: 6,56
- 1965: 31,94
- 1978: 79,55
- 1985: 112,91
- 1990: 139,59
- 1995: 165,67
- 2000: 204,40
- 2005: 443,17
- 2010: 563,20
- 2015: 649,06
- 2020: 651,05
- 2022: 668,32[2]

## Geschichte
Als Seehafen entwickelte sich Shanghai während der Qing-Dynastie und überflügelte Ningbo und Guangzhou. 1842 wurde Shanghai im Rahmen der „Ungleichen Verträge“ mit den Kolonialmächten England, Frankreich, Japan, Deutschland Traktatshafen und fand u. a. in dieser Phase Anschluss an den internationalen Handel.
Direkt vor dem Zweiten Weltkrieg eroberte Japan Shanghai in der vom 13. August bis zum 9. November 1937 dauernden Schlacht um Shanghai.
Die ausländischen Konzessionsgebiete wurden 1947 mit dem Abzug der Franzosen geschlossen.
1949: Gründung der Volksrepublik China. In der Folge wurde das Gebiet um Peking bei der räumlichen Entwicklung kontinuierlich gegenüber Shanghai (der ehemals südlichen Metropole) bevorzugt.
Ab 1991 erlaubte die chinesische Regierung Shanghai im Rahmen der neuen kommunistischen Wirtschaftspolitik eine umfassende Neuausrichtung von Wirtschaft und Stadtentwicklung. 2003 überrundete der Hafen mit seinem Umschlagvolumen den Hafen Rotterdam, 2004 den Hongkongs, 2005 den in Singapur.
Im Jahr 2005 begann der Bau des Tiefwasserhafens Yangshan bei den Yangshan-Inseln in der Hangzhou-Bucht. Dadurch entsteht eine elf Kilometer lange Kaianlage, an der bis zu 50 Containerschiffe gleichzeitig festmachen können. Die Verladung soll weitgehend automatisiert werden. Damit macht dieser Hafen dem Ningbo-Zhoushan-Hafen direkt Konkurrenz. Mit der Stadt Shanghai ist die Anlage über die 32,5 km lange sechsspurige Donghai-Brücke verbunden. Nahe der Brücken-Trasse liegt der erste chinesische Offshore-Windpark Donghai Bridge.
2013 wurde in Pudong eine 29 Quadratkilometer große Freihandelszone eröffnet. Sie gilt als ein ökonomisches Experimentierfeld für das gesamte Land.

## Galerie

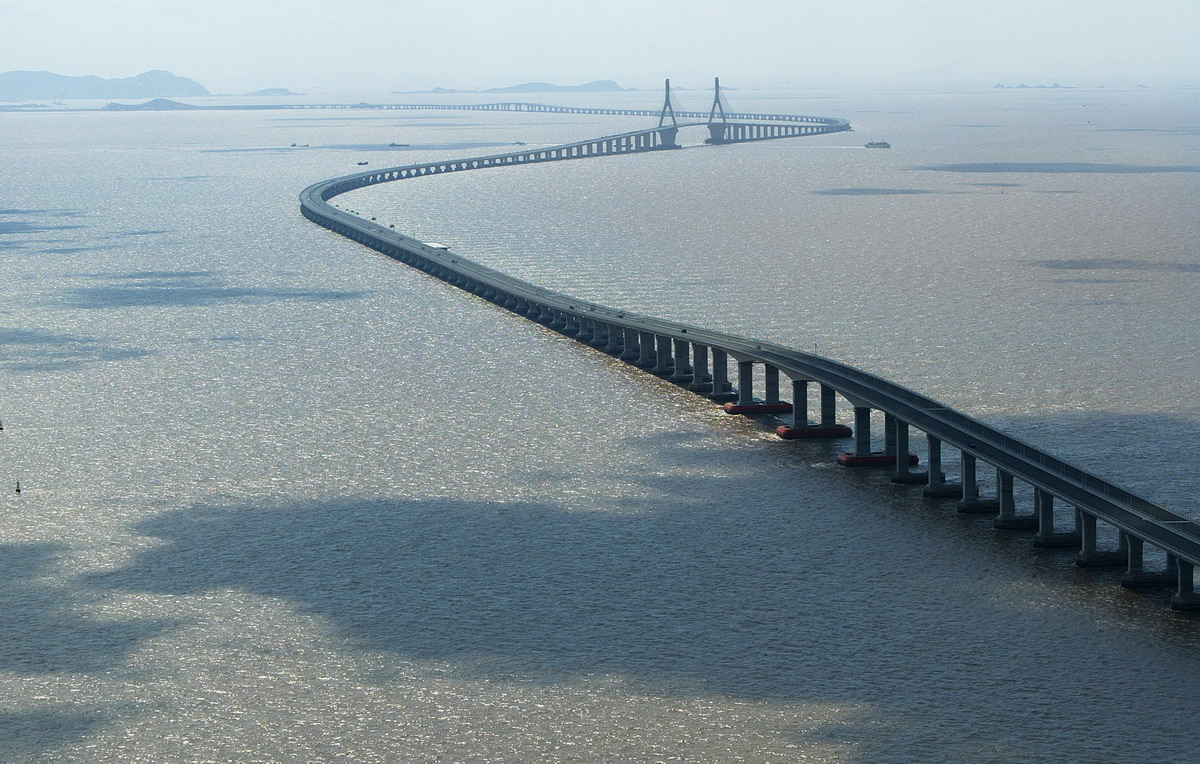
Donghai-Brücke zum Yangshan-Hafen
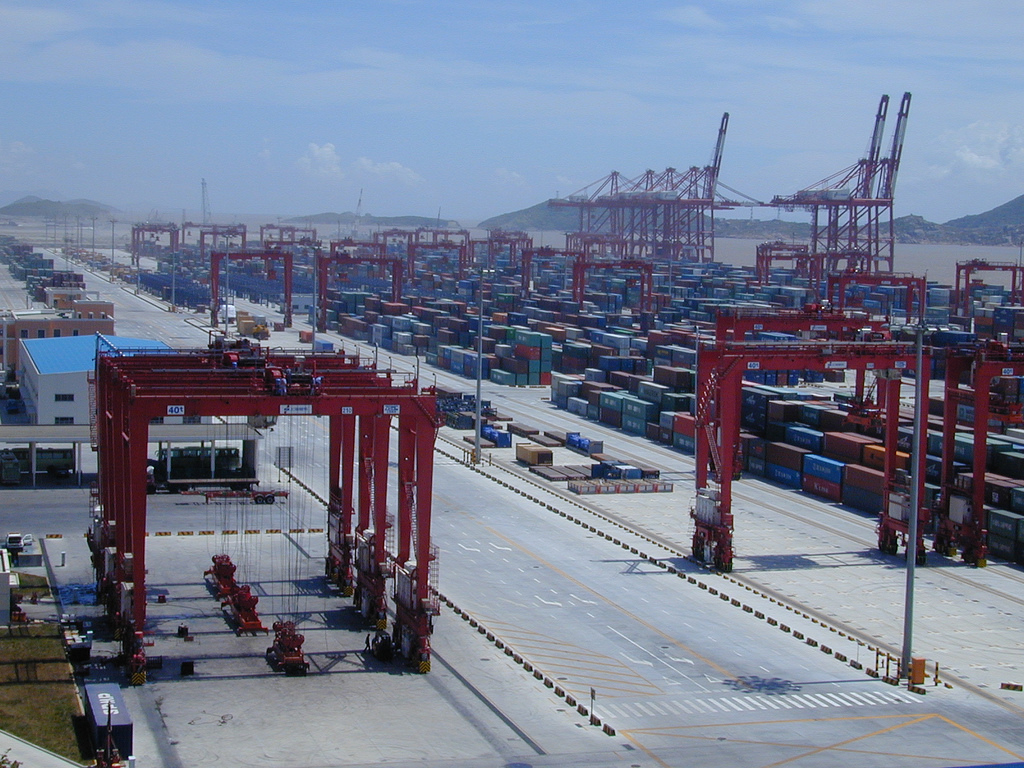
Tiefwasserhafen Yangshan, 2008
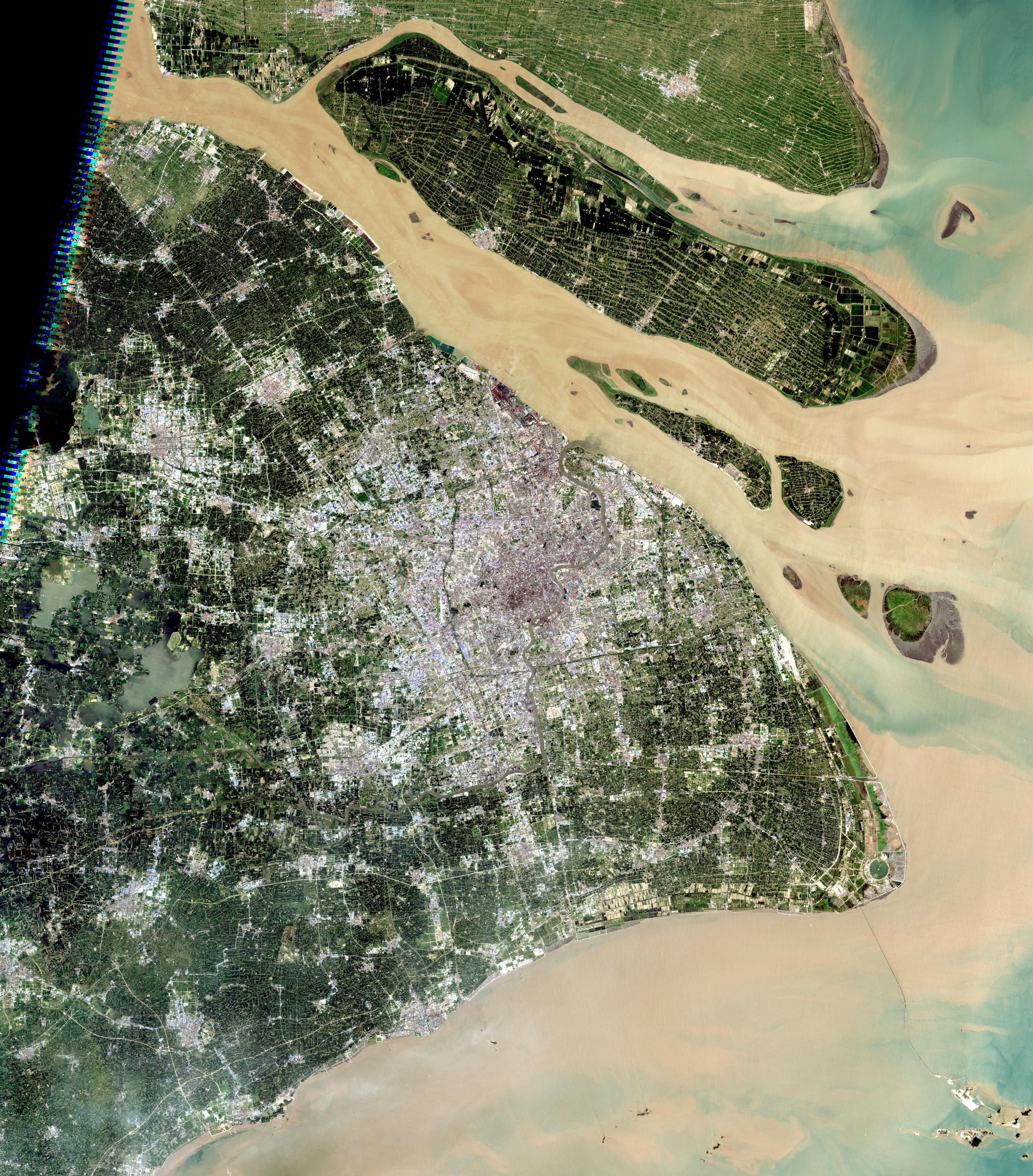
Satellitenbild von der Mündung des Jangtse
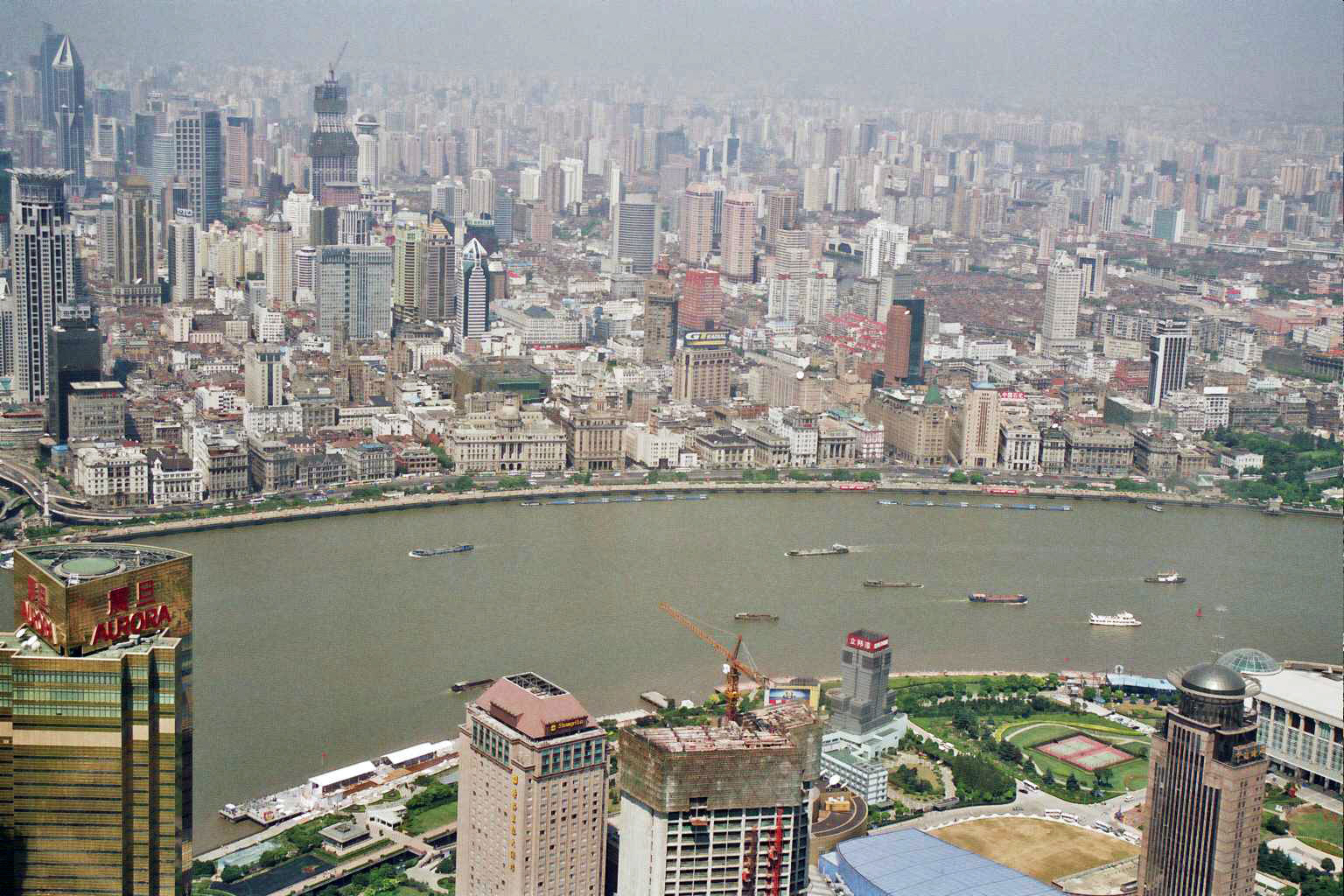
Uferpromenade Bund 2014

## Filme
- Sophie Kill: Der Hafen von Shanghai. Dokumentation. ARTE, NDR, Deutschland, 2005, 43 Min. (Senderinfo von arte.tv (Memento vom 31. Mai 2008 im Internet Archive))
- Shanghai - Containerhafen (u. a. über die Schweizer Firma Kühne & Nagel, die eines der drei größten Logistik-Unternehmen Chinas ist)